# Kantapol Sompittayanurak
Kantapol Sompittayanurak (tiếng Thái: กันตภณ สมพิทยานุรักษ์) là một cầu thủ bóng đá từ Thái Lan. Hiện tại anh thi đấu cho Nakhon Ratchasima ở Giải bóng đá Ngoại hạng Thái Lan.